# Kateleios
Kateleios  (in greco Κατελειός?) è un piccolo villaggio situato nell'isola greca di Cefalonia.

## Geografia
Circondato da montagne dalla vegetazione arida, che favorisce il propagarsi di numerosi incendi, il paesino è diviso in due parti: Ano Katelios (la parte alta), immersa nella campagna e abitata prevalentemente da contadini, e Kato Katelios (la parte bassa) dove si trovano alberghi, affittacamere, noleggi auto e moto, bar, ristoranti, agenzie turistiche e negozi di souvenir che esercitano la loro attività soltanto durante la stagione estiva.
Le città più vicine sono Skala (12 km) e Lourdata (24 km), mentre il capoluogo Argostoli dista 32 km. 
Nonostante Katelios sia servita di una fermata dell'autobus KTEL (sia in direzione Argostoli che in direzione Skala-Poros), la loro scarsa frequenza rende preferibile gli spostamenti mediante taxi o mezzi privati.

## Tradizioni e folclore
Nelle montagne che circondano Katelios si trova il paesino di Markopulo, famoso per il mistero della Madonna dei Serpenti. Ogni anno, esclusivamente tra il 14 e il 16 agosto, degli innocui serpenti (della specie Telescopus fallax) escono dalle loro tane e, secondo le testimonianze di abitanti e turisti, raggiungono il santuario della Madonna di Markopulo.